# Les Nouillers
Les Nouillers là một xã trong tỉnh Tổng Saint-Savinien in the Charente-Maritime trong vùng Nouvelle-Aquitaine tây nam nước Pháp. Xã này nằm ở khu vực có độ cao trung bình 48 mét trên mực nước biển.
Sông Boutonne tạo thành toàn bộ ranh giới phíac bắc.

## Dân số
| Năm  | Dân số | Mật độ |
| ---- | ------ | ------ |
| 1962 | 544    | -      |
| 1968 | 593    | -      |
| 1975 | 534    | -      |
| 1982 | 618    | -      |
| 1990 | 607    | -      |
| 1999 | 611    | 25/km² |